# Vivárium (film)
A Vivárium (eredeti cím: Vivárium) 2019-es koprodukciós fantasy horrorfilm, amelyet Lorcan Finnegan rendezett. A főbb szerepekben Imogen Poots, Jesse Eisenberg, Éanna Hardwicke és Jonathan Aris látható.
A filmet először a cannes-i fesztiválon mutatták be 2019. május 18-án, Írországban 2020. március 26-án jelent meg.

## Cselekmény
Gemma és Tom egy komoly kapcsolatban élő pár, és közös otthont keresnek. Viccből a teljesen új Yonder lakótelepet nézik meg a kissé furcsa ingatlanközvetítővel, Martinnal. Ott ugyanis minden ház ugyanolyan. Amikor Martin bemutatja nekik a 9-es számú házat, hirtelen eltűnik, és az autója sincs már a helyén. Gemma és Tom el akarják hagyni a lakótelepet, de minden ugyanolyan, és úgy tűnik, folyton körbe-körbe járnak. Már nem találják az utat. Végül kifogy a benzin, és a házban töltik az éjszakát. Másnap Tom felmászik a tetőre, hogy körülnézzen. De csak ugyanazokat a házakat látják, egészen a horizontig. Úgy döntenek, követik a napot egyenesen előre, de végül ismét a 9-es számú háznál kötnek ki. Utolsó próbálkozásként Tom felgyújtja a házat, hogy vészjelzést küldjön, de senki sem jelenik meg.
Másnap a ház ugyanolyan, mint volt. Előtte egy csomag van egy kisbabával. A fiatal párnak gondoskodnia kell a babáról és cserébe elhagyhatják ezt a „világot”. A gyermek szokatlanul gyorsan nő. Tomot és Gemmát utánozza, és rikoltozó sírással zaklatja őket. A kisfiú más tekintetben is furcsa benyomást kelt. Ruhája, arcvonásai és viselkedése hasonlít az ingatlanügynök Martinéra.
Gemma és Tom egyre jobban elhidegülnek egymástól. Kapcsolatuk szavak nélkülivé válik, Tom bezárja a gyereket a kocsiba, hogy éhen haljon, de Gemma megmenti. Gemma és a gyerek között szinte anya-gyerek kapcsolat alakul ki.
Egy nap Tom felfedezi, hogy a gyep úgy reagál a melegre, mint egy állat, és az alatta lévő talaj is valahogy furcsa. Ásni kezd, és egyre jobban megszállottá válik. Köhögve még az éjszakát is a gödörben tölti, miközben Gemma megpróbálja megoldani a fiút körülvevő rejtélyt. Ügyes kérdésekkel sikerül kiderítenie, hogy a fiúnak valójában más az anatómiája, mint egy embernek. A félelme egyre nő.
Amikor a fiú felnő, már nem engedi be nevelőszüleit a házba, hanem a szomszédba látogat el. Gemma követi őt, de folyton szem elől veszíti. Tom megbetegszik, és Gemma karjaiban meghal. A fiú hoz egy kartondobozt, amiben egy hullazsák van, beleteszi Tomot, és beledobja az általa ásott gödörbe, ahol Tom korábban egy holttestet talált. Dühében és félelmében Gemma megpróbálja megölni a fiút egy csákánnyal, de ő négykézláb mászik el, mint egy rovar, és felemeli a járdát, hogy eltűnjön alatta. Gemma üldözőbe veszi, és egyfajta párhuzamos világba kerül, ahol más-más színű lakásokat fedez fel, amelyekben kétségbeesett párok nevelik a fiú testvéreit (vagy őseit). A lány azonban képtelen kapcsolatot teremteni, és minden alkalommal elsüllyed a földbe.
Amikor az utcai kilences számú ház lépcsőjén történt elesése után magához tér, ugyanolyan gyenge és haldokló, mint korábban Tom volt. A fiú még élve berakja egy hullazsákba, rádobja Tomra, és betemeti a lyukat. A fiú megtölti Gemma autóját egy kanna benzinnel, behajt a városba, és meglátogatja Martin boltját. Amikor belép, Martin éppen meghalt. A fiú elveszi a névtábláját, és Martint is beteszi egy hullazsákba, összecsomagolja, és egy rekeszben eltünteti. Éppen ekkor lép be az üzletbe az első vásárlója, egy másik fiatal pár.

## Szereplők
| Szerep            | Színész         | Magyar hang      |
| ----------------- | --------------- | ---------------- |
| Gemma             | Imogen Poots    | Czető Zsanett    |
| Tom               | Jesse Eisenberg | Kovács Lehel     |
| Martin            | Jonathan Aris   | Juhász Zoltán    |
| Anya az iskolánál | Danielle Ryan   | Turóczi Izabella |
| Molly             | Molly McCann    | Mayer Maja       |
| Kisfiú            | Senan Jennings  | Timon Barna      |
| idősebb fiú       | Éanna Hardwicke | Timon Barna      |
| baba              | Côme Thiry      | Eredeti hang     |

### Magyar változat
- Bemondó: Kisfalusi Lehel
- Magyar szöveg: Borsos Dávid
- Hangmérnök és vágó: Papp Zoltán István
- Gyártásvezető: Molnár Magdolna
- Szinkronrendező: Gaál Erika
- Produkciós vezető: Legény Judit
- Producer: Janicsák István

A szinkront a Laborfilm Szinkronstúdió készítette el.

## A film készítése
2018 májusában jelentették be, hogy Lorcan Finnegan rendezi a Vivariumot a Garret Shanley-vel közösen írt története alapján, és hogy Jesse Eisenberg és Imogen Poots alakítják a főszerepet. A filmet belgiumi és írországi helyszíneken forgatták, majd az írországi Wicklowban található Ardmore Studiosba költöztek.

## Bemutató
A Vivarium premierje a Cannes-i fesztivál volt 2019. május 18-án. Nem sokkal később a Saban Films és a Vertigo Releasing megvásárolta az amerikai, illetve az angol forgalmazási jogokat. Az Amerikai Egyesült Államokban, az Egyesült Királyságban és Írországban 2020. március 27-én került korlátozott számú moziba, ugyanazon a napon Video on Demand szolgáltatáson keresztül is megjelent.